# 모티브 (수학)
모티브(영어: motive, 프랑스어: motif 모티프[*])는 대수기하학의 연구대상 중 한가지로, 직관적으로 말하자면, '대수다양체의 궁극적인 성질들을 가지고 있는 대상'을 뜻한다. 좀 더 수학적으로 엄밀하게 말하자면, '모티브 이론'이란 '대수다양체에 관한 범용 코호몰로지 이론(universal cohomology theory)'이다.
범주론의 관점에서 보자면, 모티브들은 어떤 대수적 대응(algebraic correspondences)들의 범주 안에서 사영자(projector)라고 불리는 멱등원(idempotent)들을 통해서 정의하려고 시도하던 것이 전통적인 방식이었다. 그러나, 이 방법은 수십 년간 큰 진전을 보지 못했는데, 그것은 알렉산더 그로텐디크의 대수 사이클에 대한 표준가설들의 증명에 큰 진척이 없었기 때문이었다. 이 증명이 진척되지 않아서, 위에서 말한 대수적 대응들의 범주에서는 '충분히' 많은 사상(morphism)들을 만드는 것이 힘들었다. 알렉산더 그로텐디크가 활발하게 활동을 하던 1960년대에서 1970년대에는, 모티브의 범주는 범용 베유 코호몰로지(universal Weil cohomology)이론이 될 것이라고 생각했으나, 이러한 기대는 아직까지 이루어지지는 못했다. 그러나, 많은 다른 수학자들에 의해서 지금은 모티브 코호몰로지는 기술적으로 적합한 다른 방식으로 정의되었다.
따라서, 엄격하게 말하자면, 아직은 '모티브 이론'은 완전하게 완성되지는 못했으나, 그런 가설속의 대상들인 모티브들 사이의 관계에 대해서는 제법 많은 것들을 알게 되었고, 이러한 사실들은 대수다양체들에 대한 일반적인 바탕 인프라스트럭처를 만드는 것으로 믿어지고 있다.

## 모티브란 무엇인가?

### 예제
모든 대수다양체 X는, 그에 대응하는 모티브 [X]를 가지고 있다. 따라서, 가장 간단한 모티브들의 예를은 다음과 같다:
- [점]
- [{\displaystyle \mathbb {P} ^{1}}] = [점] + [{\displaystyle \mathbb {A} ^{1}}]
- [{\displaystyle \mathbb {P} ^{2}}] = [점] + [{\displaystyle \mathbb {A} ^{1}}] + [{\displaystyle \mathbb {A} ^{2}}]

이러한 '등식'들은 많은 상황에서 성립한다. 예를 들자면:
- 복소수위에서의 드람 코호몰로지와 특이 코호몰로지에 대해서 성립한다.
- 표수가 l 이 아닌 체위에서의 l-에딕(adic) 에탈 코호몰로지(étale cohomology)에 대해서 성립한다.
- 유한체위에서, 대수다양체의 닫힌 점들의 개수가 이를 만족한다.
- 컨덕터(conductor)에 대해서 성립한다.

각각의 모티브는 차수(degree)로 위계가 매겨져있다(graded). 구체적으로 말하자면, 대수다양체 X에 대해서 대응되는 모티브 [X]는 차수 0부터 차수 2 dim X까지로 위계가 매겨져있다. 대수다양체는 이러한 성질을 가지고 있지만, 모티브는 항상 모티브 전체에서 특정 차수의 모티브의 부분으로 가는 사영(projection)이 존재한다. 예를 들자면,
- E가 타원곡선일 때에, h:= [E] - [선] - [점]은 차수가 순수히 1인 모티브이다.

### 아이디어
기본적인 철학은 다음과 같다. 즉, 모티브는 충분히 좋고 잘 정의되는 코호몰로지 이론들 안에서는 항상 같은 구조를 가져야 한다는 것이다. 예를 들어, 임의의 베유 코호몰로지(Weil cohomology)이론은 이런 '충분히 좋은' 코호몰로지이다.

## 같이 보기
- 모티브 코호몰로지

### 참고 문헌
- Mazur, Barry. “What is a motive?” (PDF). 《Notices of the American Mathematical Society》 51 (10).
- Kontsevich, Maxim. “Operads and motives in deformation quantization”. arXiv:math/9904055. doi:10.1023/A:1007555725247.
- Craw, A. “An introduction to motivic integration”. arXiv:math/9911179.
- (preprint, 1992): 알렉산드르 베일린손, 피에르 들리뉴
  - Motivic polylogarithm and Zagier conjecture
- 블라디미르 보예보츠키의 논문: Cycles, Transfers and Motivic Homology Theories.